# Country Whigs
Country Whigs (dosłownie: "Wigowie prowincjonalni") – tak tradycyjnie w XVII i XVIII wieku nazywano tych posłów partii wigów, którzy przeciwstawiali się wszelkim próbom wzmocnienia władzy przez rząd, lub którzy aktualnie znajdowali się w opozycji, w odróżnieniu od wigów popierających politykę rządu Court Whigs.